# Psychoda yapensis
Psychoda yapensis är en tvåvingeart som beskrevs av Quate 1959. Psychoda yapensis ingår i släktet Psychoda och familjen fjärilsmyggor. Inga underarter finns listade i Catalogue of Life.